# Robert Deschamps
Robert Deschamps (6 janvier 1940 - ) est un politicien québécois et ancien député adéquiste de Saint-Maurice à l'Assemblée nationale du Québec. Il a été porte-parole de l'opposition officielle en matière de richesses naturelles et d'habitation, membre de la Commission de l'agriculture, des pêcheries et de l'alimentation, membre de la Section du Québec, Confédération parlementaire des Amériques (COPA) et membre de la Délégation de l'Assemblée nationale pour les relations avec les États-Unis (DANRÉU).

## Biographie
Enseignant d'éducation physique à la retraite, Deschamps est élu député lors de l'élection de 2007. En 2008, il arrive troisième aux élections générales et concède la victoire au péquiste Claude Pinard.
En novembre 2014, il est l'un des invités surprise du congrès du Bloc québécois, qu'il a rejoint quelques mois plus tôt.

### Formation académique
- Sophomore Arts, St. Dunstan's University, Charlottetown, Île-du-Prince-Édouard (1958)
- Diplôme en éducation physique et récréation, Université de Montréal (1972)
- Brevet d'enseignement du ministère de l'Éducation (1973)

### Expérience professionnelle
- Professeur d'éducation physique, commission scolaire de Saint-Jean (1962-1964)
- Professeur d'éducation physique, commission scolaire de l'Énergie (1964-1986)
- Directeur, Province X Exploration Ltd., exploration minière, Montréal (1975-1983)

### Engagement communautaire et politique
- Membre de l'équipe de hockey universitaire, St. Dunstan's University, Charlottetown, Île-du-  Prince-Édouard (1958-1959)
- Directeur et fondateur, ligue de football interscolaire de la Mauricie (1965)
- Gérant et entraîneur, équipe de football de Grand-Mère (1965)
- Membre du Parti québécois, circonscription de Laviolette (1968-2006)
- Entraîneur, équipe d'athlétisme de Grand-Mère (1970)
- Candidat du Nouveau parti démocratique dans la circonscription fédérale de Saint-Maurice (1979)
- Président, Association québécoise de canot de long parcours (1979-1980)
- Directeur, Association des coureurs en canot de la Mauricie (1980-1983)
- Président, Fédération québécoise de canot de long parcours (1980-1984)
- Président et fondateur, Club de canotage du lac des Piles (1980-1985)
- Délégué du Québec, Association canadienne de canot (1980-1996)
- Superviseur de la sécurité des compétitions, Fédération québécoise de canot de long parcours (1980-2004)
- Président, Championnat canadien de canot de long parcours (1982)
- Représentant et gérant d'équipes, Championnats mondiaux de canot de long parcours (1982-1985)
- Directeur général, Fédération québécoise de canot de long parcours (1984-1986)
- Président, Association canadienne de canot, section marathon (1984-1986)
- Candidat du Nouveau parti démocratique dans la circonscription fédérale de Saint-Maurice (1993)
- Chef de la délégation du Canada à Paris pour l'obtention des Championnats mondiaux 2000, Dartmouth, Nouvelle-Écosse (1996)
- Membre de l'exécutif du Parti québécois, circonscription de Laviolette (2000-2001)
- Vice-président de l'exécutif du Bloc québécois, circonscription fédérale de Saint-Maurice_Champlain (2002-2005)

## Dossiers défendus
Le 26 janvier 2008, il lance une campagne publicitaire sur les redevances hydrauliques que la Mauricie doit exiger d'Hydro-Québec pour ses barrages sur la rivière Saint-Maurice dans le but de donner à la Mauricie un outil de développement et assurer l'avenir de celle-ci. [réf. nécessaire]
Il travaille pour annuler définitivement le projet de la ville de Shawinigan de puiser de l'eau potable dans la rivière Saint-Maurice dans le but de conserver les systèmes actuels du lac des Piles et du lac à la Pêche et ainsi épargner cent millions de dollars aux contribuables. [réf. nécessaire]